# Оливола (Маса-Карара)
Оливола (итал. Olivola) је насеље у Италији у округу Маса-Карара, региону Тоскана.
Према процени из 2011. у насељу је живело 117 становника. Насеље се налази на надморској висини од 246 м.